# Eleccions al Parlament de Catalunya de 1999
Les eleccions al Parlament de Catalunya corresponents a la VI legislatura del període democràtic van estar convocades el 24 d'agost i es van celebrar el dia 17 d'octubre de 1999.
Varen ser unes eleccions amb canvi de candidats al PSC (Pasqual Maragall), a ERC (Josep Lluís Carod Rovira) i al PP (Alberto Fernández Díaz). Per a Jordi Pujol (CIU), que havia tingut una davallada de resultats el 1995, aquestes serien les seves darreres eleccions.

## Resultats
Hi va haver una participació del 59,20 per cent, 4 punts per sota de les eleccions de 1995.
Malgrat que la formació que va rebre més vots va ser el Partit dels Socialistes de Catalunya, liderada per Pasqual Maragall, va ser Convergència i Unió la formació que va obtenir més escons, a causa del sistema d'escrutini per circumscripcions que provoca que cada escó a Barcelona requereixi més vots que a Girona, Tarragona i Lleida.
Amb tot, cap formació obtingué majoria suficient i es varen haver de fer pactes per a la investidura.

### Investidura del President
El debat d'investidura es va produir el 16 de novembre de 1999 i va ser encarregat al candidat de CiU, Jordi Pujol que, al no comptar amb majoria absoluta, va ser elegit President amb el suport dels vots del Partit Popular. El resultat de la votació va ser de 68 vots a favor (CIU i PP), 55 en contra (PSC i ICV) i 12 abstencions (ERC).
Jordi Pujol va formar govern el 29 de novembre de 1999. Seria la darrera vegada que es presentà a unes eleccions al Parlament i la seva darrera presidència.

#### Taula de la investidura
| Primera Volta Majoria Absoluta (68 diputats) Requerida |                |    |    |    |    |   |       |
| Candidat: Jordi Pujol i Soley                          | Grups Polítics |    |    |    |    |   | TOTAL |
| Candidat: Jordi Pujol i Soley                          | Sí             | 56 |    | 12 |    |   | 68    |
| Candidat: Jordi Pujol i Soley                          | No             |    | 50 |    |    | 5 | 55    |
| Candidat: Jordi Pujol i Soley                          | Abstencions    |    |    |    | 12 |   | 12    |
| Candidat: Jordi Pujol i Soley                          | Absències      |    |    |    |    |   | 0     |

### Fitxa
- Escons : 135
- Electors: 5.293.657, dels que 344.774 ho feien per primera vegada en unes eleccions al Parlament de Catalunya.
- Vots finals: 3.133.926 (59,2%) 
  - A candidatures: 3.097.122
  - En blanc : 28.968
  - Nuls : 7.836

### Resultats per candidatura
Només es presenten les candidatures amb més de 1.000 vots.
En negreta, els partits de Govern
Resum Resultats Eleccions al Parlament de Catalunya 1999
| Candidatures | Candidatures                                                       | Vots 1999 | % Vot 1999 | Parl. 1999 | Vots 1995 | % Vot 1995 | Parl. 1995 |
| ------------ | ------------------------------------------------------------------ | --------- | ---------- | ---------- | --------- | ---------- | ---------- |
|              | Partit dels Socialistes de Catalunya-Ciutadans pel Canvi (PSC-CpC) | 1.183.299 | 37,85      | 52         | 802.252   | 24,88      | 34         |
|              | Convergència i Unió (CiU)                                          | 1.178.420 | 37,70      | 56         | 1.320.071 | 40,95      | 60         |
|              | Partit Popular de Catalunya (PPC)                                  | 297.265   | 9,51       | 12         | 421.752   | 13,08      | 17         |
|              | Esquerra Republicana de Catalunya (ERC)                            | 271.173   | 8,67       | 12         | 305.867   | 9,49       | 13         |
|              | Iniciativa per Catalunya Verds (ICV)                               | 78.441    | 2,51       | 3          | 313.092   | 9,71       | 11         |
|              | Esquerra Unida i Alternativa (EUiA)                                | 44.454    | 1,42       | 0          | -         | -          | -          |
|              | Els Verds-Confederació Ecologista de Catalunya (EV-CEC)            | 22.797    | 0,73       | 0          | -         | -          | -          |
|              | Els Verds-Alternativa Verda (EV-AV)                                | 8.254     | 0,26       | 0          | 14.651    | 0,45       | 0          |
|              | Partit Obrer Socialista Internacionalista (POSI)                   | 2.784     | 0,09       | 0          | -         | -          | -          |
|              | Estat Català (EC)                                                  | 1.774     | 0,06       | 0          | -         | -          | -          |
|              | Partit Humanista de Catalunya (PHC)                                | 1.327     | 0,04       | 0          | -         | -          | -          |
|              | Falange Española de las JONS (FEJONS)                              | 1.281     | 0,04       | 0          | -         | -          | -          |
|              | Unión Centrista-Centro Democrático y Social (UC-CDS)               | 1.161     | 0,04       | 0          | -         | -          | -          |
|              | Partit de la Llei Natural (PLN)                                    | 1.029     | 0,03       | 0          | -         | -          | -          |

## Diputats elegits
| PSC-CpC | CiU | ERC | Partit Popular Català | ICV                                                                                   |
| Barcelona 1. Pasqual Maragall i Mira 2. Joaquim Nadal i Farreras 3. Manuela de Madre Ortega 4. Josep Maria Vallès i Casadevall 5. Carme Valls i Llobet 6. Higini Clotas i Cierco 7. Lluís Armet i Coma 8. Ramon Espasa i Oliver 9. Carme Figueras i Siñol 10. Montserrat Tura i Camafreita 11. Manuel Bustos Garrido 12. Miquel Iceta i Llorens 13. Pilar Malla i Escofet 14. Joan Ferran i Serafini 15. Miquel Barceló i Roca 16. Josep Maria Carbonell i Abelló 17. Teresa Serra i Majem 18. Josep Maria Rañé i Blasco 19. Alexandre Masllorens i Escubós 20. Joan Roma i Cunill 21. Caterina Mieras i Barceló 22. Josep Clofent i Rosique 23. Oriol Nel·lo i Colom 24. David Pérez Ibáñez 25. Assumpta Baig i Torras 26. Josep Casajuana i Pladellorens 27. Pilar Díaz Romero 28. Bernardo Fernández Martínez 29. Àngela Gassó i Closa 30. Flora Vilalta Sospedra 31. Fèlix Sogas i Mascaró 32. Juan Manuel Jaime Ortea 33. Marc López Plana 34. Cristina Viader i Anfrons 35. Joan Galceran i Margarit 36. Roberto Labandera Ganachipi Girona 1. Marina Geli i Fàbrega 2. Manel Nadal i Farreras 3. Joan Surroca i Sens 4. Martí Sans i Pairuto 5. Joan Boada i Masoliver Lleida 1. Antoni Siurana Zaragoza 2. Ramon Vilalta i Oliva 3. Francés Boya Alòs 4. Marta Camps i Torrents 5. Joaquim Llena Cortina Tarragona 1. Montserrat Duch i Plana 2. Martí Carnicer Vidal 3. Antoni Sabaté i Ibarz 4. Josep Maria Simó i Huguet 5. Dolors Comas d'Argemir i Cendra 6. Nuria Segú i Ferré | Barcelona 1. Jordi Pujol i Soley 2. Artur Mas i Gavarró 3. Joan Rigol i Roig 4. Xavier Trias i Vidal de Llobatera 5. Antoni Comas i Baldellou 6. Joan Maria Pujals i Vallvé 7. Ramon Camp i Batalla 8. Josep Antoni Duran i Lleida 9. Joaquima Alemany i Roca 10. Andreu Mas-Colell 11. Maria Eugènia Cuenca i Valero 12. Jordi Casas i Bedós 13. Joan Maria Vallvé i Ribera 14. Joan Viñas i Bona 15. Joaquim Ferrer i Roca 16. Domènec Sesmilo i Rius 17. Rafael Hinojosa i Lucena 18. Rosa Bruguera i Bellmunt 19. Antoni Fernàndez i Teixidó 20. Ramon Espadaler i Parcerisas 21. Flora Sanabra i Villarroya 22. Vicenç Villatoro i Lamolla 23. Lluís Recoder i Miralles 24. Antoni Castellà i Clavé 25. Jaume Camps i Rovira 26. Salvador Esteve i Figueras 27. Josep Rull i Andreu 28. Josep Lluís Fernández i Burgui 29. Esteve Orriols i Sendra 30. Francesc Codina i Castillo 31. Jaume Farguell i Sitges Girona 1. Pere Macias i Arau 2. Josep Micaló i Aliu 3. Josep Enric Millo i Rocher 4. Xavier Soy i Soler 5. Trinitat Neras Plaja 6. Josep Maria Salvatella i Suñer 7. Eudald Casadesús i Barceló 8. Núria Martínez i Barderi 9. Pere Lladó i Isabal Lleida 1. Josep Grau i Serís 2. Joan Horaci Simó i Burgués 3. Francesc Xavier Coll i Gilabert 4. Concepció Tarruella i Tomàs 5. Jesús Bartolomé i Carrascal 6. Isidre Gavín i Valls 7. Frederic Gené i Ripoll 8. Ramon Llumà i Guitart Tarragona 1. Joan Miquel Nadal i Malé 2. Eduard Rius Pey 3. Carles Pellicer i Punyed 4. Joan Manuel Carrera i Pedrol 5. Joan Maria Roig i Grau 6. Marià Curto i Forés 7. Misericòrdia Montlleó i Domènech 8. Joan Manel Sabanza i March | Barcelona 1. Josep Lluís Carod-Rovira 2. Josep Huguet i Biosca 3. Carles Josep Bonet i Revés 4. Carme Porta i Abad 5. Joan Ridao i Martín 6. Xavier Vendrell i Segura 7. Jaume Oliveras i Maristany Girona 1. Joan Puigcercós i Boixassa 2. Francesc Ferrer i Gironès Lleida 1. Jordi Ausàs i Coll Tarragona 1. Ernest Benach Pascual 2. Josep Bargalló Valls | Barcelona 1. Alberto Fernández Díaz 2. Dolors Nadal i Aymerich 3. Dolors Montserrat i Culleré 4. Francesc Vendrell i Bayona 5. Ricard Fernàndez Déu 6. Daniel Sirera i Bellés 7. Carina Mejías Sánchez 8. M. Ángeles Esteller Ruedas Girona 1. Alicia Sánchez-Camacho Pérez Lleida 1. Josep Maria Fabregat Vidal Tarragona 1. Josep Curto i Casado 2. Rafael Luna i Vivas | Barcelona 1. Rafael Ribó i Massó 2. Josep Lluís López Bulla 3. Elisabet Font Montanyà |